# یوهانس دوبروین
یوهانس توماس پیتر دوبروین (به هلندی: Johannes Thomas Pieter (Hans) de Bruijn)‏ (۱۲ ژوئیهٔ ۱۹۳۱ – ۲۳ ژانویهٔ ۲۰۲۳) (به اختصار: .de Bruijn, J.T.P) ایران‌شناس و سنایی‌شناس هلندی بود. او تا سال ۱۹۹۵ کرسی زبان و فرهنگ نوین فارسی در دانشگاه لیدن را بر عهده داشت.
پیتر دوبروین استاد بازنشسته دانشگاه لیدن در ادبیات فارسی بود. او زبان‌های فارسی، عربی و ترکی را آموخت. او گلستان سعدی و اشعار عمر خیام و گلچینی از اشعار کلاسیک فارسی را به زبان هلندی ترجمه کرده و جز نویسندگان دانشنامه اسلام و دانشنامه ایرانیکا بود. او در لیدردروپ هلند زندگی می‌کرد و در ۲۳ ژانویهٔ ۲۰۲۳ درگذشت.
بر پایه نوشته‌ای از علی‌اشرف صادقی، تلفظ نام این ایران‌شناس به نقل از خود او، دُبْرَن است.

## زندگی و حرفه
پیتر دوبروین پس از پایان دوره دبیرستان به تحصیل در رشته‌های عربی و اسلام شناسی پرداخت. او سپس زبان و فرهنگ فارسی و ترکی را نزد استاد کارل یان فرا گرفت و این رشته‌ها را نیز با موفقیت به پایان رساند. او پس از پایان تحصیلات، در پروژه‌های مختلفی در حوزه شرق‌شناسی شرکت کرد. او با یان ریپکا شرق‌شناس ممتاز چکی در پروژه تاریخ ادبیات ایران همکاری کرد. دوبروین در فاصله سال‌های ۱۹۶۰ تا ۱۹۶۳ به‌عنوان راهنمای ممتاز در بخش خاورمیانه موزه قوم‌شناسی در روتردام به کار مشغول شد. او از سال ۱۹۶۴ تا ۱۹۹۵، نخست به عنوان استادیار و سپس به عنوان استاد ممتاز کرسی‌دار در بخش ایران‌شناسی دانشگاه لایدن به کار پرداخت.او در این سال‌ها در کنار دروس فرهنگ و تاریخ و هنر و ادبیات پارسی، زبان‌های دیگری چون کردی و پهلوی را تدریس کرد. دوبروین کتاب‌ها و رساله‌های گوناگونی در دانشنامه‌های اسلام و ایرانیکا به چاپ رساند. یکی از مهم‌ترین پژوهش‌های او در مورد حکیم سنائی انجام گرفته که با نام «حکیم اقلیم عشق» (عنوان اصلیː «از شرع و شاعری») به فارسی نیز ترجمه شده است.
دوبروین ترجمه‌های گوناگونی از ادبیات فارسی به زبان هلندی انجام داده که یکی از آنها، گلستان سعدی است. دوبروین در سال ۱۹۹۷ ترجمه متن کامل گلستان سعدی را همراه با شرح اسامی، مکان‌ها، اسطوره‌ها و واژه‌های تاریخی همراه با مقدمه‌ای کامل منتشر کرد. او در ترجمه اشعار گلستان با در نظر گرفتن قافیه، آن‌ها را به زبان هلندی منظوم آورده است. یکی دیگر از کتاب‌های دوبروین، «شعر صوفیانه فارسی» است که به فارسی نیز برگردانده شده است.
در همایش سنایی و بزرگداشت یوهانس پیتر دوبروین که ۱۰ نوامبر ۲۰۱۷ در دانشگاه لایدن هلند برگزار شد، عنوان شد که دوبروین شعرهایی به هلندی سروده و خودش آنها را به فارسی ترجمه کرده است. 

## آثار
- Piety and Poetry (1983, on the life and works of Sanâ’i)
- Persian Sufi Poetry (1997)